# Військове міністерство Австро-Угорщини
Імператорсько-королівське військове міністерство Австро-Угорщини (нім. k.u.k. Kriegsministerium) ― з 1867 по 1918 рр. головне відомство адміністративного управління і забезпечення діяльності Збройних сил Австро-Угорщини. До 1911 р. мало назву Військове міністерство імперії (нім. Reichskriegsministerium), в 1911–1918 рр. ― Імператорсько-королівське військове міністерство (нім. k.u.k. Kriegsministerium).

## Історія
Загалом, військові міністри не мали особливої політичної ваги в імперії, оскільки в сухопутних військах та на флоті переважно керував Верховний головнокомандувач (імператор), якому допомагав начальник штабу. Це призводило до застою та застарілості управління військами в останніх десятиліттях ХІХ століття.

## Структура
Військове міністерство очолював Військовий міністр (нім. k.u.k. Kriegsminister), він підпорядковувався Головнокомандувачу Збройних сил Австро-Угорщини, призначався та звільнювався імператором — Верховним головнокомандувачем Збройних сил Австро-Угорщини.
Військовому міністерству не підпорядковувалися:
- Угорський королівський гонвед (угор. Magyar Királyi Honvédség) ― підпорядковувався уряду Транслейтанії;
- Австрійський імператорський ландвер (нім. kaiserlich-königliche Landwehr) ― підпорядковувався Міністерству оборони.

Військове міністерство складалося з кількох спеціалізованих відділів, допоміжних органів військового міністра та морської секції.
| Структура міністерства станом на липень 1914 р.                                                                     | Структура міністерства станом на липень 1914 р.                                                                     | Структура міністерства станом на липень 1914 р.                                                                     | Структура міністерства станом на липень 1914 р.                                                                     | Структура міністерства станом на липень 1914 р.                                                                     |
| Військовий міністр ― фельдцейхмейстер Олександр фон Кробатін                                                        | Військовий міністр ― фельдцейхмейстер Олександр фон Кробатін                                                        | Військовий міністр ― фельдцейхмейстер Олександр фон Кробатін                                                        | Військовий міністр ― фельдцейхмейстер Олександр фон Кробатін                                                        | Військовий міністр ― фельдцейхмейстер Олександр фон Кробатін                                                        |
| Ад'ютанти: оберстлейтенант Генерального штабу Драгутін Чобан, майор 7-го гусарського полку Ладіслав Дері де Йоббаза | Ад'ютанти: оберстлейтенант Генерального штабу Драгутін Чобан, майор 7-го гусарського полку Ладіслав Дері де Йоббаза | Ад'ютанти: оберстлейтенант Генерального штабу Драгутін Чобан, майор 7-го гусарського полку Ладіслав Дері де Йоббаза | Ад'ютанти: оберстлейтенант Генерального штабу Драгутін Чобан, майор 7-го гусарського полку Ладіслав Дері де Йоббаза | Ад'ютанти: оберстлейтенант Генерального штабу Драгутін Чобан, майор 7-го гусарського полку Ладіслав Дері де Йоббаза |
| Департаменти | Керівник | Відділення | Спрямування, функції                                                                                                | Керівник |
| --- | --- | --- | --- | --- |
| Канцелярія | Генерал-майор К. ф. Адлерхорст                                                                                      | | Прийомна | Й. ф. Кроненвальд                                                                                                   |
| Канцелярія | Генерал-майор К. ф. Адлерхорст                                                                                      | | Експедиція | Й. Льодерер |
| Канцелярія | Генерал-майор К. ф. Адлерхорст                                                                                      | | Реєстратура | Р. ф. Клар |
| Канцелярія | Генерал-майор К. ф. Адлерхорст                                                                                      | | Бухгалтерія | І. Бернер |
| Департамент кадрів                                                                                                  | Фельдмаршал-лейтенант А. ф. Форагаш                                                                                 | 1-й | Офіцерське | К. Герабек |
| Департамент кадрів                                                                                                  | Фельдмаршал-лейтенант А. ф. Форагаш                                                                                 | 2.W | Унтер-офіцерське | К. Цапп |
| Департамент кадрів                                                                                                  | Фельдмаршал-лейтенант А. ф. Форагаш                                                                                 | 2.St. | Призовне | Й. ф. Рупрехт |
| Управління кавалерією                                                                                               | Фельдмаршал-лейтенант Артур Арц фон Штрауссенбург                                                                   | 3-є | Кавалерія і гужові перевезення                                                                                      | А. Новотни |
| Управління кавалерією                                                                                               | Фельдмаршал-лейтенант Артур Арц фон Штрауссенбург                                                                   | 3.R | Кінний склад | Тамасі фон Фогарас Арпад                                                                                            |
| Управління військовою освітою                                                                                       | Фельдмаршал-лейтенант Артур Арц фон Штрауссенбург                                                                   | 6-е | Навчальні заклади                                                                                                   | Г. Лейдль |
| Департамент військової юстиції                                                                                      | | 4-й | Слідство | |
| Департамент військової юстиції                                                                                      | 4.I | Прокуратура | Й. Кьолер | |
| Департамент військової юстиції                                                                                      | 4.II | Суди | К. Машка | |
| Управління інженерними військами                                                                                    | Фельдмаршал-лейтенант Л. ф. Понтемальгера                                                                           | 5-й | Інженерія | Г. Домашнян |
| Управління інженерними військами                                                                                    | Фельдмаршал-лейтенант Л. ф. Понтемальгера                                                                           | 5 Е. В. | Залізнична дорога                                                                                                   | І. Штрауб |
| Управління інженерними військами                                                                                    | Фельдмаршал-лейтенант Л. ф. Понтемальгера                                                                           | 5 Т. В. | Зв'язок | А. Новотни |
| Управління інженерними військами                                                                                    | Фельдмаршал-лейтенант Л. ф. Понтемальгера                                                                           | 5.M. | Авто-, авіачастини                                                                                                  | О. ф. Прагенау |
| Управління інженерними військами                                                                                    | Фельдмаршал-лейтенант Л. ф. Понтемальгера                                                                           | 8-й | Військове будівництво                                                                                               | Г. Штовассер |
| Управління інженерними військами                                                                                    | Фельдмаршал-лейтенант Л. ф. Понтемальгера                                                                           | 8.H.B. | Інженерний склад | В. Дзюбінскі |
| Управління артилерією                                                                                               | Фельдмаршал-лейтенант Л. ф. Понтемальгера                                                                           | 7-й | Артилерія | А. де Надь-Сітке |
| Управління артилерією                                                                                               | Фельдмаршал-лейтенант Л. ф. Понтемальгера                                                                           | 7.P | Боєприпаси | Е. ф. Бенфельд |
| Інтендатське управління                                                                                             | Фельдмаршал-лейтенант Л. Яржебецькі                                                                                 | 9-е | Соціальне забезпечення                                                                                              | Й. Льобль |
| Інтендатське управління                                                                                             | Фельдмаршал-лейтенант Л. Яржебецькі                                                                                 | 10-е | Статистика | Е. ф. Штайніц |
| Інтендатське управління                                                                                             | Фельдмаршал-лейтенант Л. Яржебецькі                                                                                 | 11-е | Інтендантське | В. Ханаузек |
| Інтендатське управління                                                                                             | Фельдмаршал-лейтенант Л. Яржебецькі                                                                                 | 11.E | Житлове | Ф. Фірбас |
| Інтендатське управління                                                                                             | Фельдмаршал-лейтенант Л. Яржебецькі                                                                                 | 12-е | Провіант | І. Шуберт |
| Інтендатське управління                                                                                             | Фельдмаршал-лейтенант Л. Яржебецькі                                                                                 | 13-е | Речове | А. Сейпка |
| Інтендатське управління                                                                                             | Фельдмаршал-лейтенант Л. Яржебецькі                                                                                 | 14-е | Медслужба | Ф. Бек |
| Інтендатське управління                                                                                             | Фельдмаршал-лейтенант Л. Яржебецькі                                                                                 | 15-е | Ревізія | Г. Варта |
| Інтендатське управління                                                                                             | Фельдмаршал-лейтенант Л. Яржебецькі                                                                                 | 15.B. | Бюджет | Й. Андерка |
| Морська секція | Адмірал Антон Гаус                                                                                                  | | | |

### Допоміжні органи військового міністра

#### Генеральний штаб ЗС Австро–Угорщини
Генеральний штаб, офіційно включений до допоміжних органів військового міністра, зміг приймати самостійні рішення в останні десятиліття ХІХ століття, особливо під час Першої світової війни. Начальник штабу мав право особисто звітувати перед імператором. Коли на початку війни в 1914 році було сформовано Ставку верховного командування армії, до складу якого належав Генеральний штаб, Франц Йосиф I доручив Головнокомандувачу Збройними силами ерцгерцогу Фрідріху дозволити Начальнику штабу Конраду працювати і приймати рішення в значній мірі самостійно.
(Відень, 1 округ, вул. Штубенрінг, 1 ― Будівля Військового міністерства та Генштабу)
- Начальник Генерального штабу: генерал піхоти Франц Конрад фон Гетцендорф;
  - Ад'ютант: майор Рудольф Кундманн;
- Заступник начальника Генерального штабу: фельдмаршал-лейтенант Франц Гефер фон Фельдштурм;
- Начальник офісу управління (нім. Chef des Direktionsbureaus): полковник Фердинанд фон Кальтенборн;
- Начальник оперативного відділу (нім. Chef des Operationsbureaus): полковник Йозеф Мецгер;
- Начальник інструкторського бюро (нім. Chef des Instruktionsbureaus): полковник Карл Соос з Бадока;
- Начальник Державного бюро описів (нім. Chef des Landesbeschreibungsbureaus): полковник Хюго Шмід;
- Начальник Управління військової розвідки (нім. Chef des Evidenzbureaus): полковник Август Урбанський фон Остримеч;
- Начальник залізничного бюро (нім. Chef des Eisenbahnbureaus): полковник Йоган Штрауф;
- Начальник відділу зв'язку (нім. Chef des Telegraphenbureaus): полковник Рудольф Шамшула.

## Військові міністри
| №                                                                    | Звання / титул                                              | Ім'я                                                 | Портрет | Роки на посаді |
| -------------------------------------------------------------------- | ----------------------------------------------------------- | ---------------------------------------------------- | ------- | -------------- |
| \| \| Військові міністри Австро-Угорської імперії (1867–1918 рр.) \| |                                                             |                                                      |         |                |
| 1                                                                    | Фельдмаршал-лейтенант                                       | Франц фон Йон (1815—1876)                            |         | 1867–1868      |
| 2                                                                    | Фельдцейхмейстер                                            | Франц Кун фон Куненфельд(1817—1896)                  |         | 1868–1874      |
| 3                                                                    | Фельдцейхмейстер                                            | Олександр фон Коллер (1813—1890)                     |         | 1874–1876      |
| 4                                                                    | Фельдцейхмейстер                                            | Артур Максиміліан фон Біландт-Рейдт(1821—1891)       |         | 1876–1888      |
| 5                                                                    | Фельдцейхмейстер                                            | Фердинанд фон Бауер (1825—1893)                      |         | 1888–1893      |
| 6                                                                    | Фельдцейхмейстер                                            | Рудольф фон Меркль (1831—1911)                       |         | 1893           |
| 7                                                                    | Фельдмаршал-лейтенант                                       | Едмунд фон Крігхаммер (1832—1906)                    |         | 1893–1902      |
| 8                                                                    | Фельдцейхмейстер                                            | Генріх фон Пітрайх (1841—1920)                       |         | 1902–1906      |
| 9                                                                    | Фельдмаршал-лейтенант                                       | Франц фон Шьонайх (1844—1916)                        |         | 1906–1911      |
| 10                                                                   | Фельдцейхмейстер                                            | Моріц фон Ауффенберг (1852—1928)                     |         | 1911–1912      |
| 11                                                                   | Фельдцейхмейстер                                            | Олександр фон Кробатін (1849—1933)                   |         | 1912–1917      |
| 12                                                                   | Генерал-полковник                                           | Рудольф Штьогер-Штайнер фон Штайнштеттен (1861—1921) |         | 1918           |
|                                                                      | Військові міністри Австро-Угорської імперії (1867–1918 рр.) |                                                      |         |                |

## Штаб-квартира
У 1867–1912 рр. Військове міністерство Австро-Угорської імперії розташовувалося в 1-му окрузі Відня, пл. Ам-Хоф, буд. № 2. У зв'язку з розширенням апарату Сухопутних військ, до кінця XIX ст. значна частина співробітників Міністерства розташовувалася в орендованих міських приміщеннях, і на початку 1900–х рр. було розпочато будівництво нової будівлі в районі колишніх міських воріт Штубен на кільцевої магістралі Рінгштрассе (сектор кільця Штубенрінг ( Stubenring)), куди переїхав в 1913 р. практично весь апарат Міністерства. На площі перед будівлею був встановлений пам'ятник маршалу Радецькому.

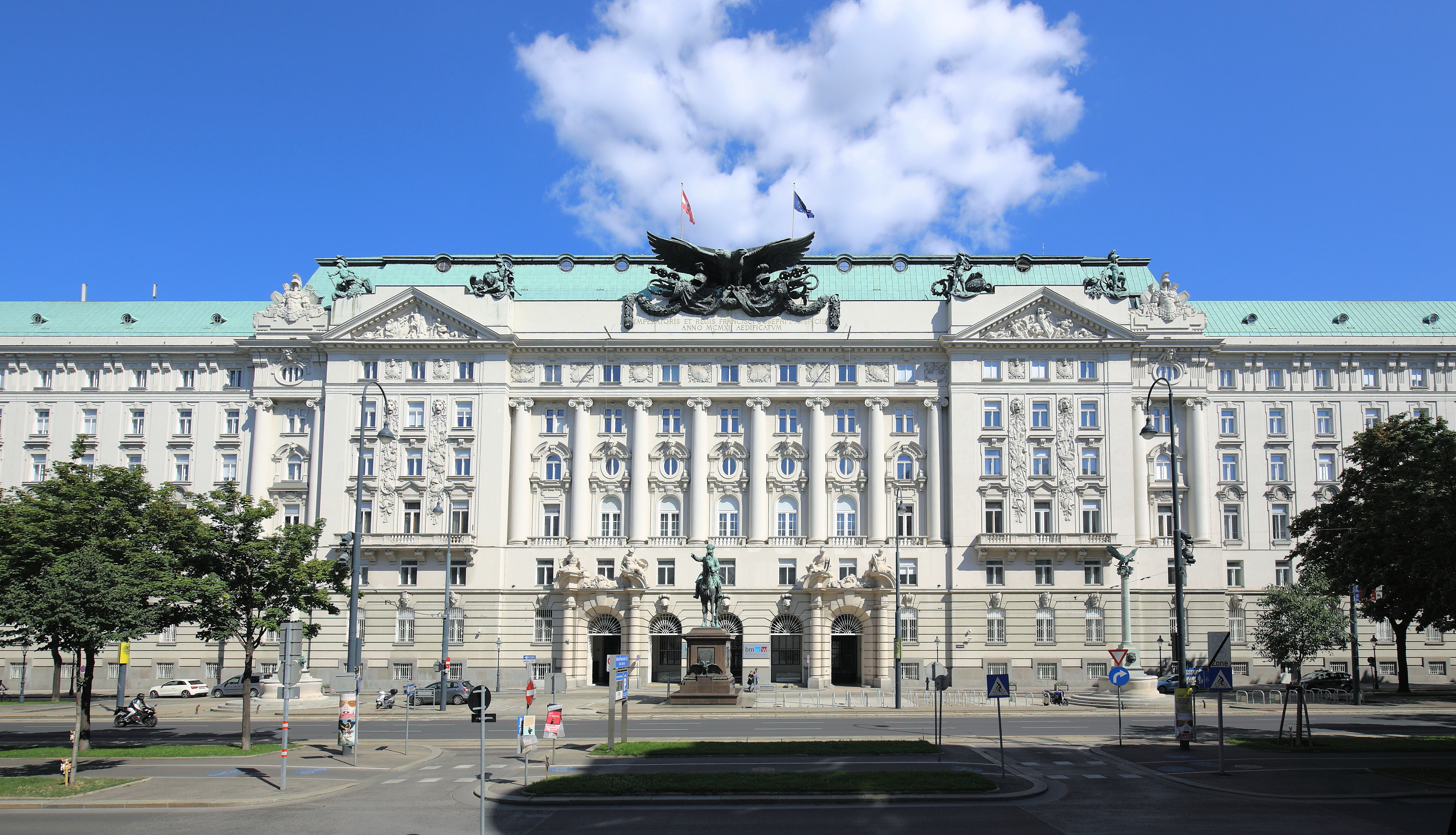
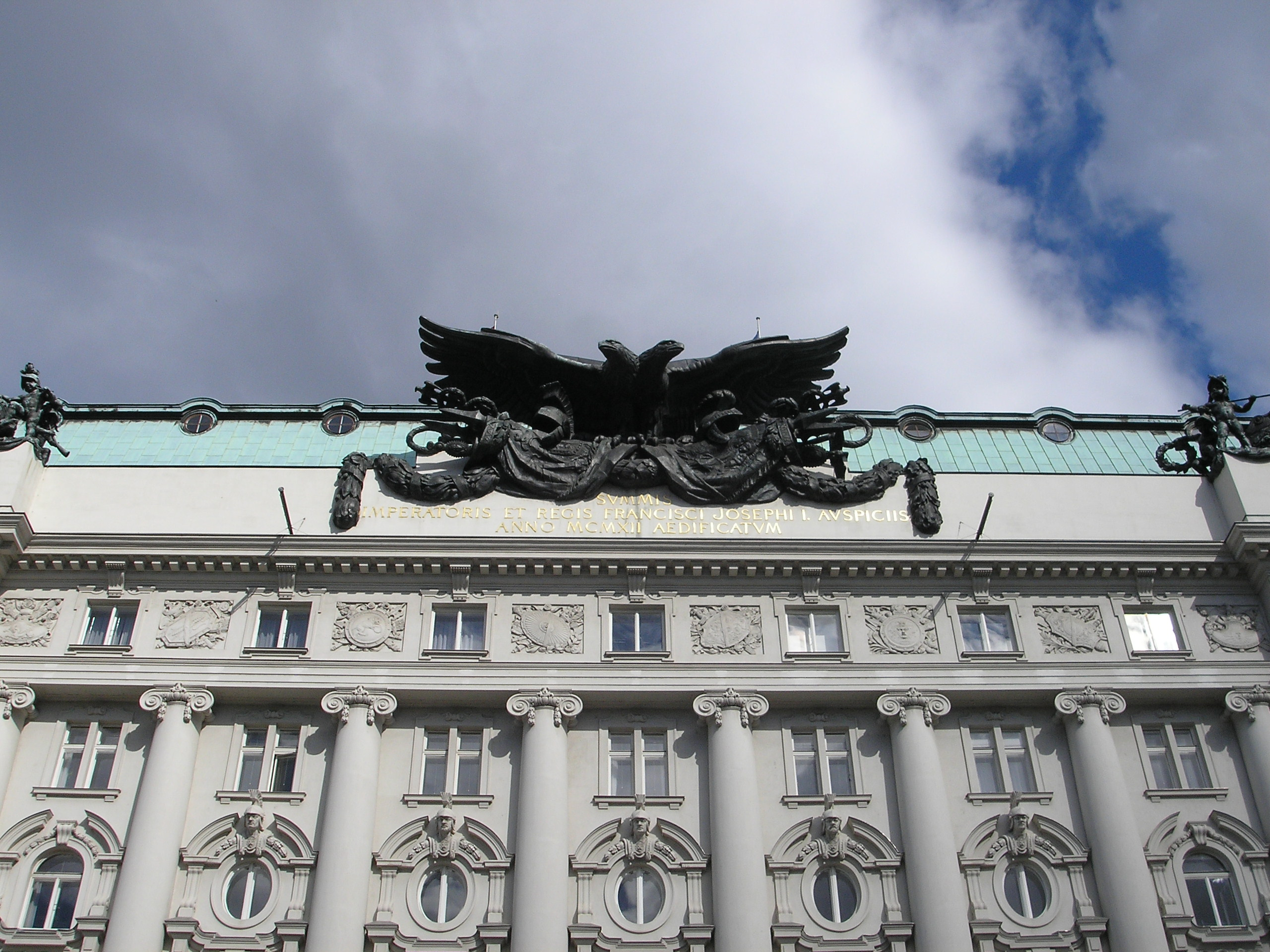
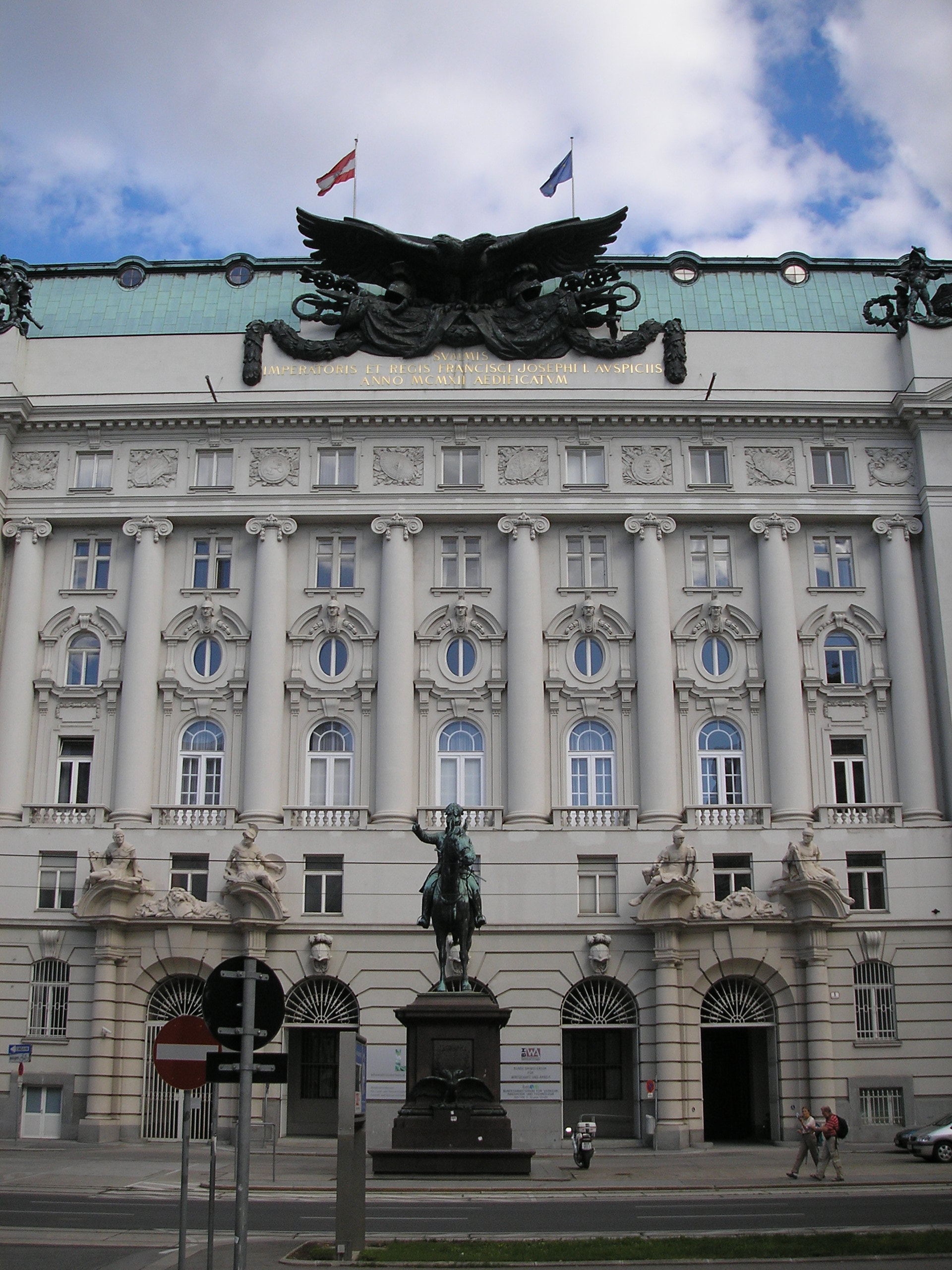
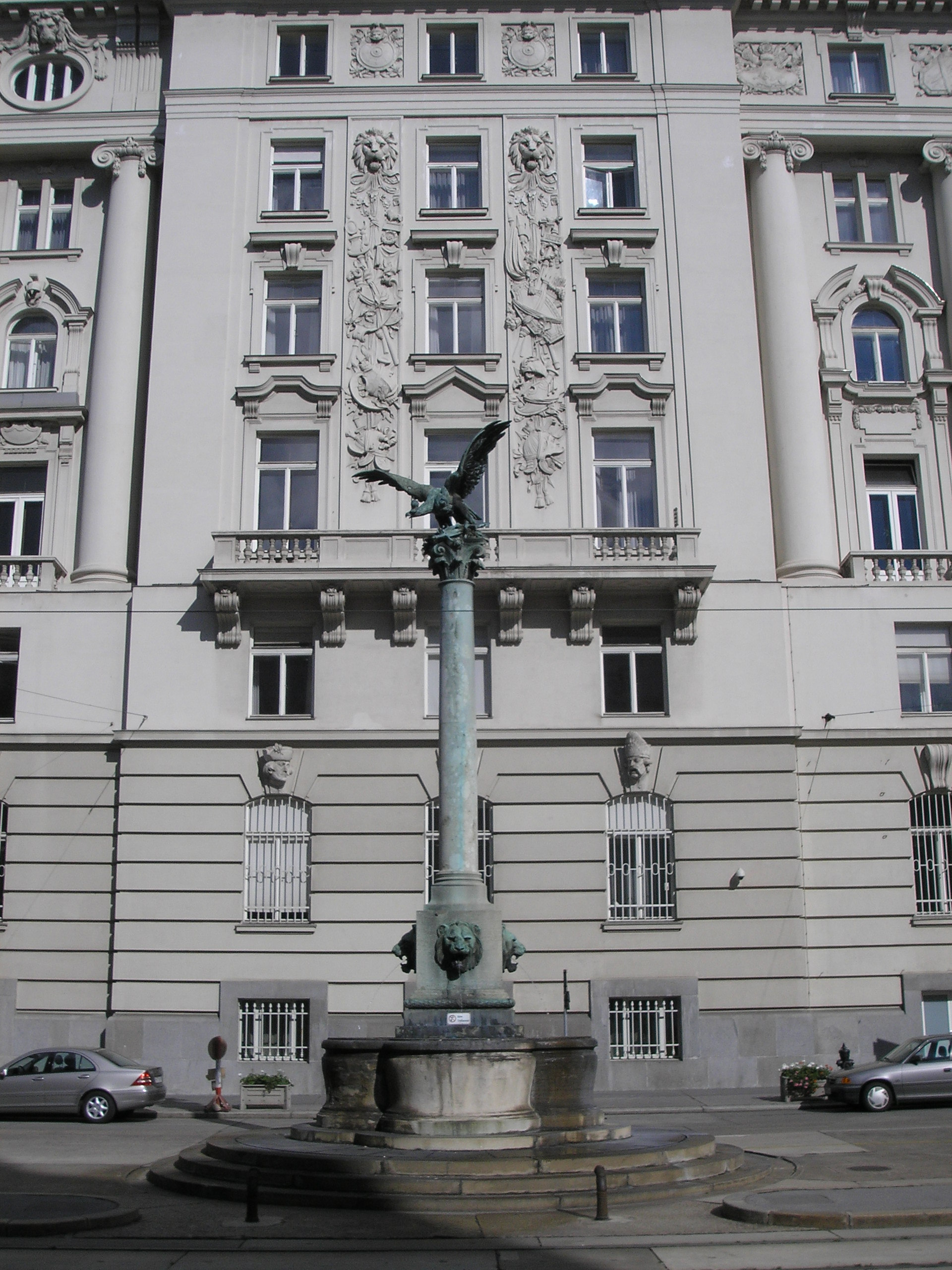
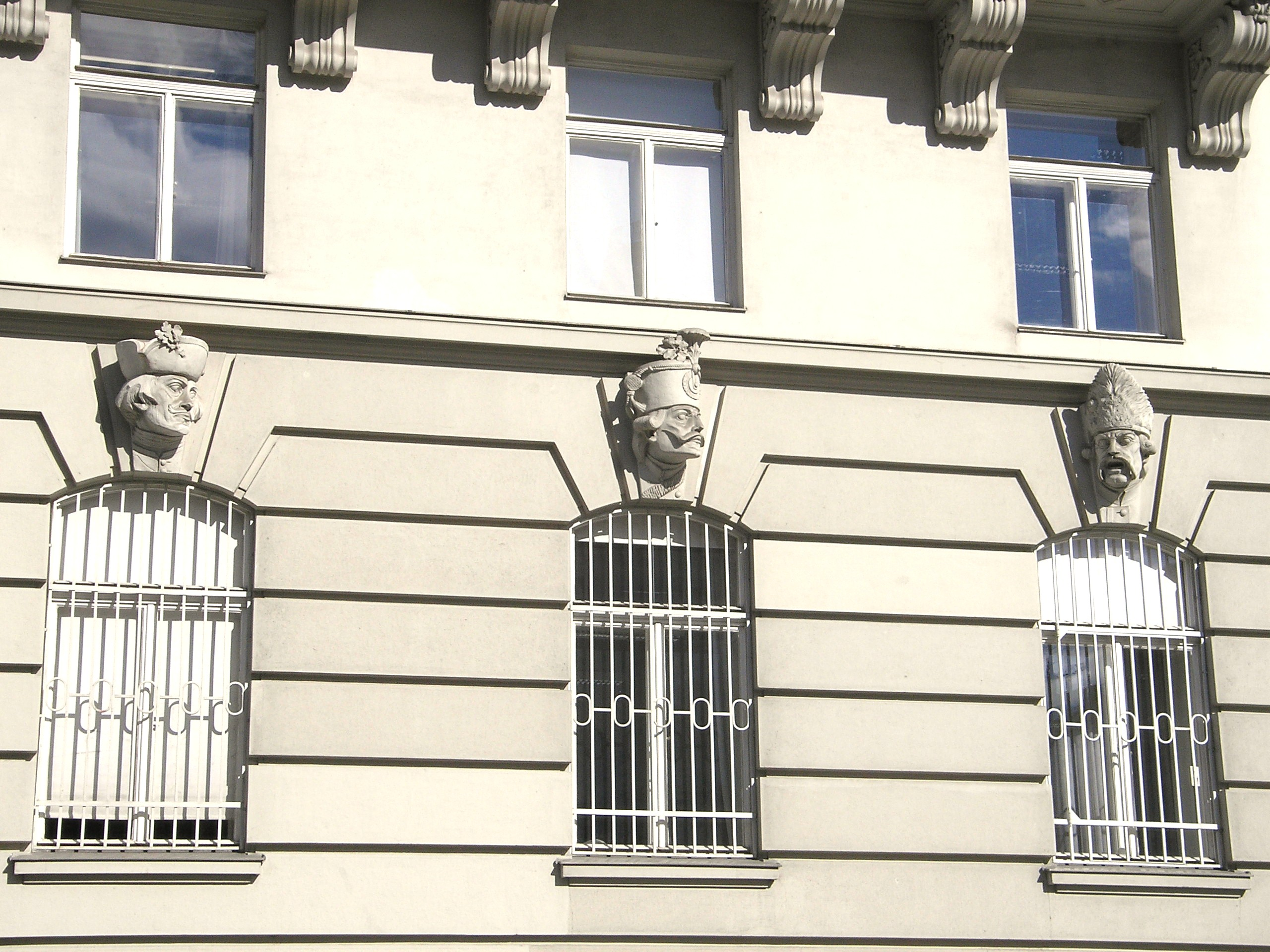
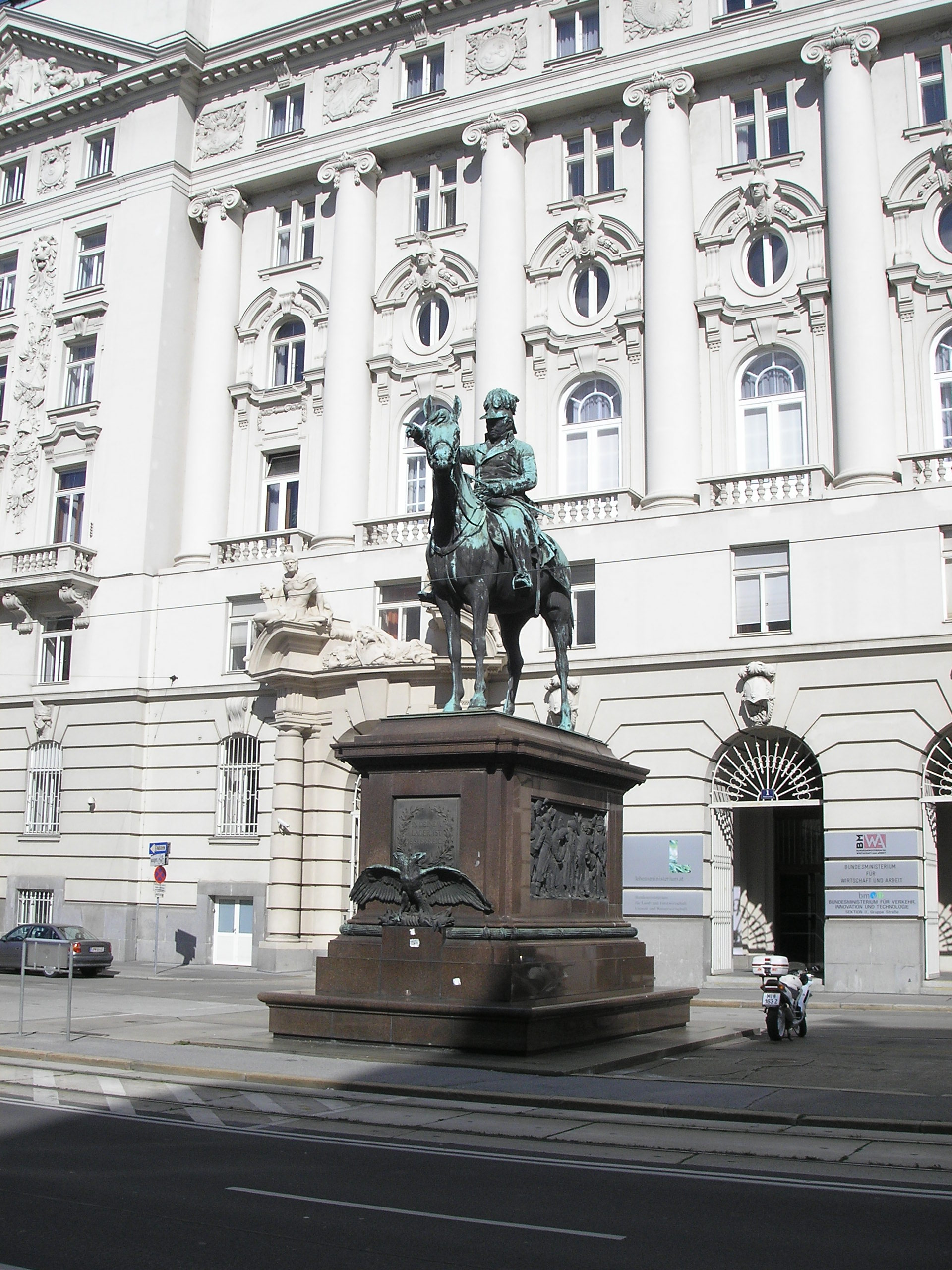

## Джерела

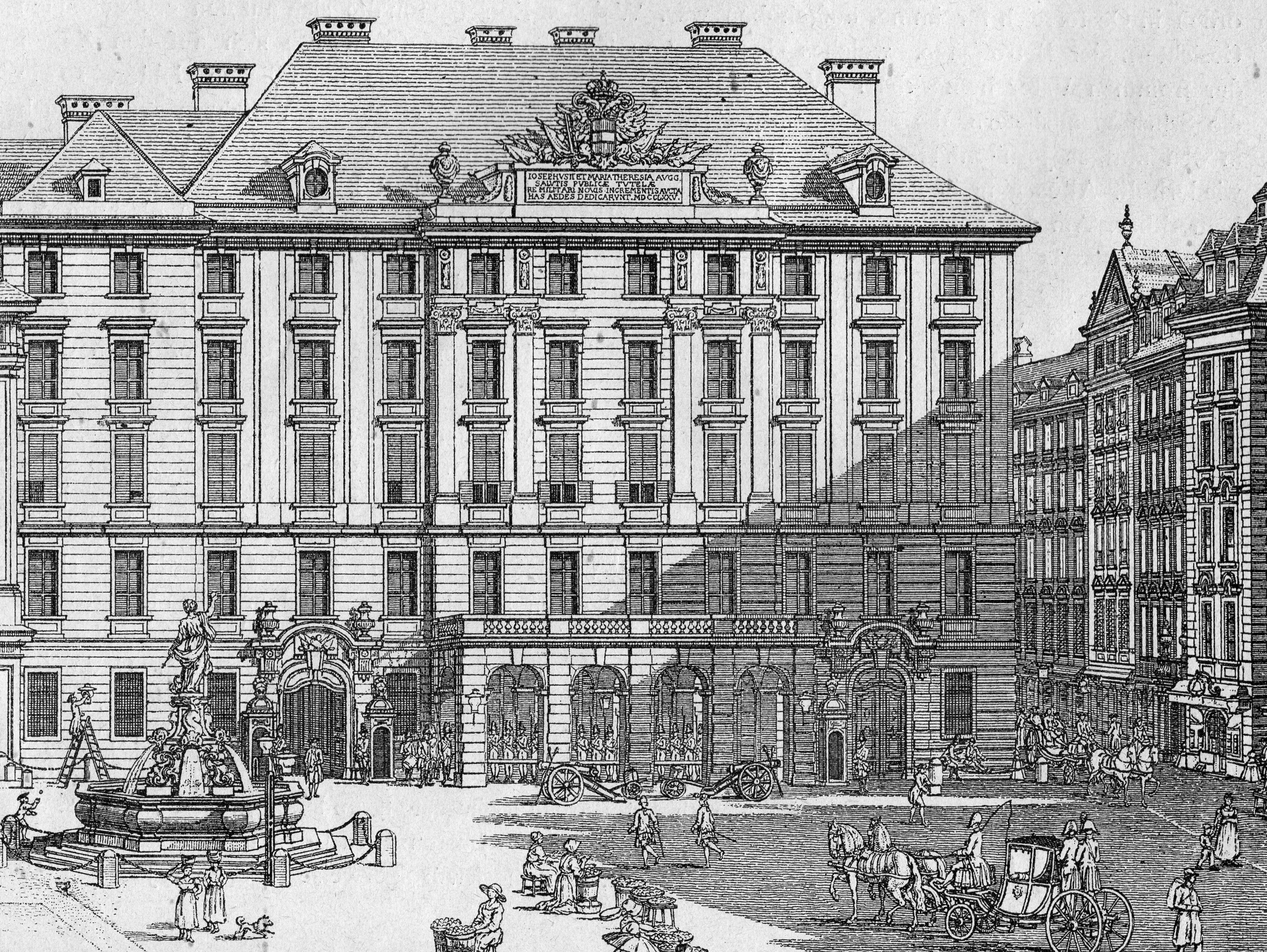
Будівля Військової ради Австрійської імперії (до 1848 р.) і Військового міністерства (до 1913 р.). Відень, пл. Ам-Хоф, буд. № 2.